# Božo Petrov
Božo Petrov (Metković, 16 ottobre 1979) è uno psichiatra e politico croato, Presidente del Parlamento della Croazia dal 14 ottobre 2016. In seguito alla fine della coalizione HDZ - Most, il 4 maggio 2017 ha rassegnato le dimissioni e il 5 maggio 2017 Petrov è destituito dalla carica. Lo stesso giorno Gordan Jandroković, segretario dell'HDZ, è eletto Presidente del Parlamento croato (dal 14 ottobre 2016 è stato uno dei cinque vicepresidenti).

## Formazione e vita privata
Petrov studia alla scuola elementare di Metković e al liceo classico di Sinj. A 14 anni decide di unirsi all'Ordine francescano, ma infine rinuncia per impossibilità di mantenere i voti. Si laurea alla facoltà di medicina dell'Università di Mostar, in Bosnia ed Erzegovina, e si specializza in psichiatria all'ospedale psichiatrico di Vrapče, a Zagabria. Lavora quindi come psichiatra all'Ospedale Clinico Universitario di Mostar, in Bosnia.
Petrov è sposato con una maestra elementare, con la quale ha due figli.

## Carriera politica
Il 17 novembre 2012, assieme ad altre persone che non avevano fino ad allora fatto politica attiva, Petrov fonda la piattaforma politica regionalista Most nezavisnih lista (Ponte delle Liste Indipendenti - MOST). Božo Petrov ne è il fondatore e primo presidente.
Nel 2013 MOST partecipa alle elezioni amministrative della città di Metković, in cui ottiene il 46,25% dei voti e 9 seggi su 17 del consiglio comunale (l'affluenza al voto è del 67,49%). Božo Petrov, con il 45,78% dei voti passa al secondo turno, dove sconfigge con il 67,94% dei voti il sindaco uscente Stipe Gabrić "Jambo", al potere dal 1997. Alle stesse elezioni MOST vince il 9,97% dei voti alle elezioni regionali ed entra nell'assemblea regionale della Regione raguseo-narentana (Contea di Dubrovnik-Neretva)
Come sindaco, Petrov riduce al minimo il suo stipendio e quello dei consiglieri comunali. Avendo trovato un debito pubblico cittadino di 17,6 milioni di kune, riesce a ridurlo di 6,4 milioni, o del 36%. I suoi deputati lavorano come volontari, mentre gli onorari dei consiglieri ammontano simbolicamente ad 1 kuna. Petrov abolisce anche il compenso ai componenti degli organi di vigilanza e dei consigli di gestione, mentre le spese di rappresentanza diminuiscono di 10 volte e le spese di viaggio di 8 volte. Petrov mette inoltre fine a vari appalti pubblici costosi, e introduce la trasparenza della spesa pubblica. Il suo lavoro per il risanamento del bilancio della città lo porta ad essere dichiarato il miglior sindaco della regione  Dopo aver dimezzato il debito della città, Petrov aumenta gli stipendi dell'amministrazione comunale, che rimangono comunque inferiori del 30% di quanto non fossero nel momento in cui era entrato in carica come sindaco 
Alle elezioni politiche del 2015, MOST decide di partecipare su scala nazionale, congiungendosi ad altri politici locali indipendenti dal resto del paese. Il partito, guidato da Petrov, fa campagna per la responsabilità fiscale, la riduzione della spesa e del debito pubblico, il taglio delle tasse, la riforma del settore pubblico e la riduzione delle divisioni amministrative della Croazia.